# 蝶谷幸士
蝶谷 幸士（ちょうや こうじ、1939年2月13日 - ）は日本映画の照明技師。東京都出身。

## 経歴
1957年に東京都立港工業高等学校を卒業後、東宝撮影所に照明助手として入社。数多くの作品の照明助手を務める。

## 映画
| 公開年月日     | 作品名                   | 制作（配給）                                   | 役職             |
| -------------- | ------------------------ | ---------------------------------------------- | ---------------- |
| 1977年4月2日   | 悪魔の手毬唄             | 東宝映画 （東宝）                              | 照明助手         |
| 1980年4月26日  | 影武者                   | 東宝映画 黒澤プロダクション （東宝）           | 照明助手         |
| 1985年6月1日   | 乱                       | グリニッチ・フィルム ヘラルド・エース （東宝） | 照明助手         |
| 1987年1月17日  | 映画女優                 | 東宝映画 （東宝）                              | 照明助手         |
| 1987年6月13日  | 微熱少年                 | ホリプロ （東宝）                              | 照明             |
| 1990年5月25日  | 夢                       | 黒澤プロダクション （東宝）                    | 照明助手         |
| 1991年11月16日 | 超少女REIKO              | 東宝映画 （東宝）                              | 照明             |
| 1992年12月12日 | ゴジラvsモスラ           | 東宝映画 （東宝）                              | 照明助手         |
| 1993年12月11日 | ゴジラvsメカゴジラ       | 東宝映画 （東宝）                              | 照明助手         |
| 1994年7月9日   | ヤマトタケル             | 東宝映画 （東宝）                              | 照明助手         |
| 1994年12月10日 | ゴジラvsスペースゴジラ   | 東宝映画 （東宝）                              | 照明助手         |
| 1995年12月9日  | ゴジラvsデストロイア     | 東宝映画 （東宝）                              | 照明助手         |
| 1996年12月14日 | モスラ                   | 東宝映画 （東宝）                              | 照明助手         |
| 1997年2月15日  | ひみつの花園             | 東宝 ぴあ                                      | 照明             |
| 1997年6月7日   | 誘拐                     | 東宝映画 （東宝）                              | 照明助手         |
| 1997年12月13日 | モスラ2 海底の大決戦     | 東宝映画 （東宝）                              | 照明（特殊技術） |
| 1998年6月6日   | 絆 -きずな-              | 東宝映画 （東宝）                              | 照明助手         |
| 1998年12月12日 | モスラ3 キングギドラ来襲 | 東宝映画 （東宝）                              | 照明助手         |